# Приключения волшебного глобуса или Проделки ведьмы
Приключения волшебного глобуса, или Проделки ведьмы - советский полнометражный мультфильм, снят в 1991 года режиссёром Иваном Аксечуком
Иван Аксенчук выпустил сборник мультфильмов в новой редакции под названием «Приключения волшебного глобуса или Проделки ведьмы». Помимо «Мальчика из Неаполя», ставшего сюжетной основой сборника, в данный фильм вошли следующие мультфильмы-сказки Аксенчука (в порядке показа):
- «Ореховый прутик» (1955);
- «Горе — не беда» (1983);
- «Золушка» (1979).